# Djinet
Djinet (em árabe: جنات) é uma cidade e comuna localizada na província de Boumerdès, Argélia. Segundo o censo de 2008, a população total da cidade era de 21 966 habitantes.

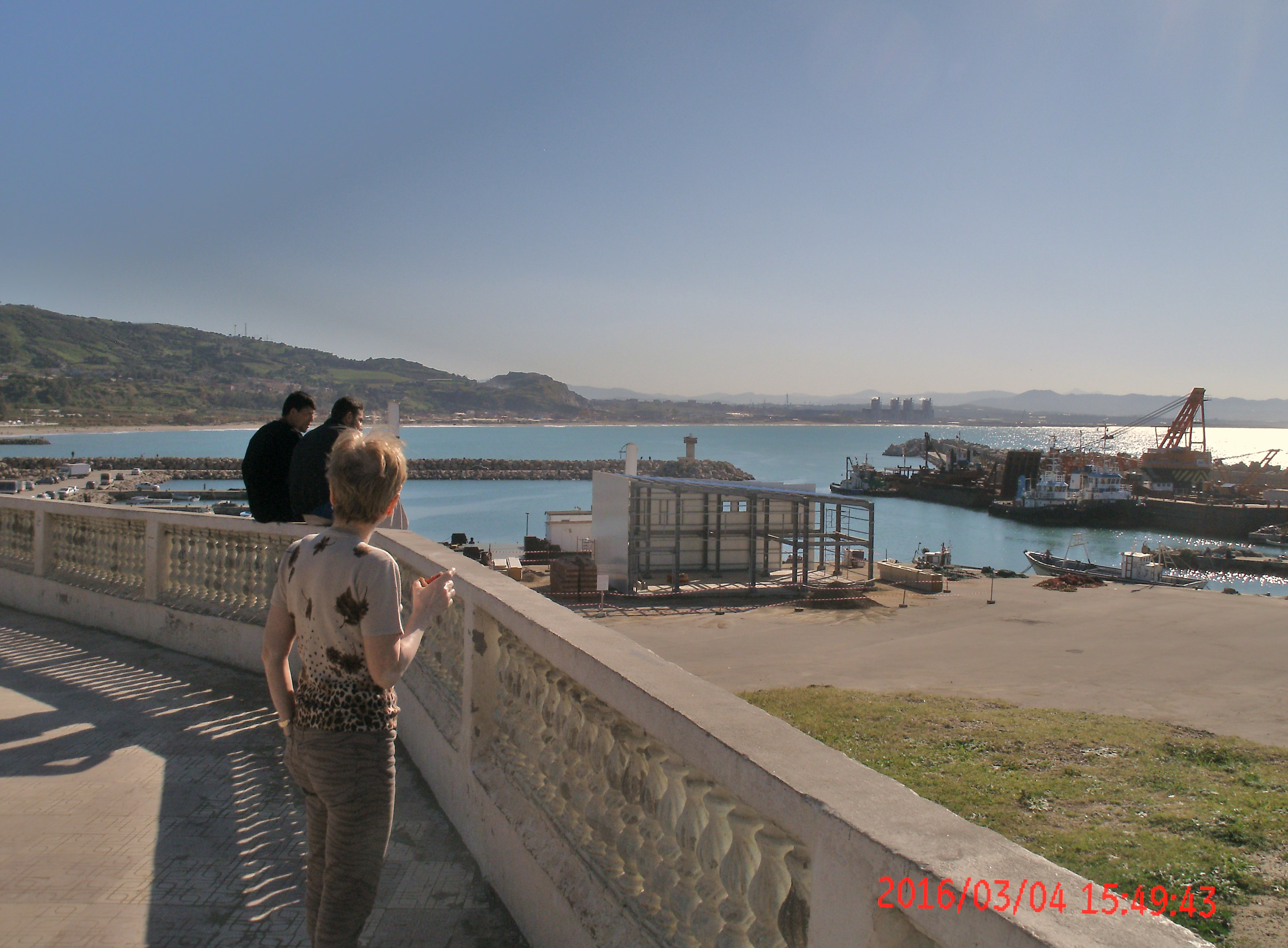
O porto em primeiro plano e a praia de Djinet